# Pogonatum pergranulatum
Pogonatum pergranulatum är en bladmossart som beskrevs av Chen Pan-chieh 1955. Pogonatum pergranulatum ingår i släktet grävlingmossor, och familjen Polytrichaceae. Inga underarter finns listade i Catalogue of Life.